# Устие на Варта (национален парк)
Национален парк „Устие на Варта“ (на полски: Park Narodowy „Ujście Warty“) е един от 23-те национални парка в Полша. Разположен е в западната част на страната, на територията на Любушко войводство, при вливането на Варта в Одра. Парковата администрация се намира в осада Хижино.
Създаден е на 1 юли 2001 година, с наредба на Министерския съвет от 19 юни същата година. Заема площ от 7 955,86 хектара, с обособена буферна зона от 10 453,99 хектара. Територията на прака представлява периодично заливани ливади и пасища, пресечени от множество канали и стари водни корита. 

## Фотогалерия
- Резерват „Сло̀йнск“
- Стадо коне в парка
- Река „Посто̀мя“
- Поглед към парка от наблюдателна кула при осада Хижѝно
- Северният полдер
- „Стара Варта“
- Разлив